# العلاقات الغابونية الكاميرونية
العلاقات الغابونية الكاميرونية هي العلاقات الثنائية التي تجمع بين الغابون والكاميرون.

## مقارنة بين البلدين
هذه مقارنة عامة ومرجعية للدولتين:
| وجه المقارنة                                              | الغابون                        | الكاميرون                      |
| --------------------------------------------------------- | ------------------------------ | ------------------------------ |
| المساحة (كم2)                                             | 267.67 ألف                     | 475.44 ألف                     |
| عدد السكان (نسمة)                                         | 2.03 مليون                     | 24.05 مليون                    |
| الكثافة السكانية (ن./كم²)                                 | 7.58                           | 50.58                          |
| العاصمة                                                   | ليبرفيل                        | ياوندي                         |
| اللغة الرسمية                                             | لغة فرنسية                     | لغة فرنسية، لغة إنجليزية       |
| العملة                                                    | فرنك وسط أفريقي                | فرنك وسط أفريقي                |
| الناتج المحلي الإجمالي (بليون دولار)                      | 14.62 مليار                    | 34.80 مليار                    |
| الناتج المحلي الإجمالي (تعادل القوة الشرائية) بليون دولار | 34.65 مليار                    | 72.72 مليار                    |
| الناتج المحلي الإجمالي الاسمي للفرد دولار أمريكي          | 8.27 ألف                       | 1.22 ألف                       |
| الناتج المحلي الإجمالي للفرد دولار أمريكي                 | 19.43 ألف                      | 2.97 ألف                       |
| مؤشر التنمية البشرية                                      | 0.684                          | 0.512                          |
| رمز المكالمات الدولي                                      | +241                           | +237                           |
| رمز الإنترنت                                              | .ga                            | .cm                            |
| المنطقة الزمنية                                           | ت ع م+01:00، توقيت غرب أفريقيا | توقيت غرب أفريقيا، ت ع م+01:00 |

## منظمات دولية مشتركة
يشترك البلدان في عضوية مجموعة من المنظمات الدولية، منها:
| علم المنظمة | اسم المنظمة                                 | تاريخ انضمام الغابون | تاريخ انضمام الكاميرون |
| ----------- | ------------------------------------------- | -------------------- | ---------------------- |
|             | منظمة التجارة العالمية                      | ?                    | ?                      |
|             | الاتحاد الأفريقي                            | ?                    | ?                      |
|             | الاتحاد البريدي العالمي                     | ?                    | ?                      |
|             | مجموعة دول أفريقيا والكاريبي والمحيط الهادئ | ?                    | ?                      |
|             | يونسكو                                      | 16 نوفمبر 1960       | 11 نوفمبر 1960         |
|             | الفريق المعني برصد الأرض                    | ?                    | ?                      |
|             | مؤسسة التمويل الدولية                       | 20 أكتوبر 1970       | 1 أكتوبر 1974          |
|             | المركز الدولي لتسوية المنازعات الاستشارية   | 14 أكتوبر 1966       | 2 فبراير 1967          |
|             | أحدى                                        | ?                    | ?                      |
|             | منظمة التعاون الإسلامي                      | ?                    | ?                      |
|             | منظمة حظر الأسلحة الكيميائية                | ?                    | ?                      |
|             | البنك المركزي لدول وسط أفريقيا              | ?                    | ?                      |
|             | مؤسسة التنمية الدولية                       | 4 نوفمبر 1963        | 10 أبريل 1964          |
|             | وكالة ضمان الاستثمار متعدد الأطراف          | 26 مارس 2003         | 7 أكتوبر 1988          |
|             | الاتحاد الدولي للاتصالات                    | 28 ديسمبر 1960       | 22 ديسمبر 1960         |
|             | منظمة الشرطة الجنائية الدولية               | ?                    | ?                      |
|             | الأمم المتحدة                               | 20 سبتمبر 1960       | 20 سبتمبر 1960         |
|             | البنك الدولي للإنشاء والتعمير               | 10 سبتمبر 1963       | 10 يوليو 1963          |
|             | أفريستات ‏                                   | 21 سبتمبر 1993       | 21 سبتمبر 1993         |
|             | البنك الإفريقي للتنمية                      | ?                    | ?                      |
|             | Gulf of Guinea Commission ‏                  | ?                    | ?                      |

## وصلات خارجية
- موقع وزارة الخارجية الكاميرونية